# Osvaldo Benavides
Osvaldo Benavides (Cidade do México, 14 de junho de 1979) é um ator mexicano. Iniciou sua carreira aos nove anos de idade, trabalhando na televisão e teatro. É mais conhecido por interpretar Nandinho em Maria do Bairro e Demétrio em O Que a Vida Me Roubou.

## Biografia
Em 1995, atuou em María la del Barrio com o personagem Nandinho, compartilhando cenas com atores com Thalía, Fernando Colunga e Meche Barba. Sua primeira novela exibida no Brasil foi Vovô e eu (El abuelo y yo), onde também atuava com Ludwika Paleta, com quem em Maria do Bairro atuou como Tita, sua irmã.
Aos 21 anos, Osvaldo já havia participado em inúmeras produções de cinema mexicano como “La primera noche”, “Piedras Verdes”, “La segunda noche”,  “Por la libre”, “Seres humanos” e “Un mundo maravilloso”. Como ator de teatro, foi visto em obras como “Zucco”,  “Trainspotting”, “Las obras completas de William Shakespeare (Abreviadas)”, “El Graduado”, entre outras.
Posteriormente trabalhou como diretor em Agave Shots, uma companhia produtora de êxito na Cidade do México, especializada em comerciais e vídeos musicais.
Em 2011, Osvaldo marcou sua volta às telenovelas em La que no podía amar, produção de José Alberto Castro, como Miguel Carmona Flores.
Em 2013, interpretou Demétrio Mendonça Giacinti em O Que a Vida Me Roubou (Lo que la vida me robó), produção de Angelli Nesma Medina, compartilhando créditos com Angelique Boyer, Sebastián Rulli, Luis Roberto Guzmán, entre outros.
Em 2015, protagonizou a primeira fase de A que no me dejas, produção de Carlos Moreno Laguillo, compartilhando créditos com Camila Sodi, Arturo Peniche, entre outros.

## Filmografia

### Televisão
| Ano       | Título                       | Personagem                               | Notas                                       |
| --------- | ---------------------------- | ---------------------------------------- | ------------------------------------------- |
| 2021      | The Good Doctor              | Dr. Mateo Rendón Osma                    | Convidado Temporada 4 Principal Temporada 5 |
| 2021      | La suerte de Loli            | Rafael "Rafa" Contreras                  |                                             |
| 2019–     | Monarca                      | Andrés Carranza Dávila                   |                                             |
| 2018–2019 | El rey del Valle             | Luis Miguel del Valle                    |                                             |
| 2018      | La bella y las bestias       | Juan Pablo Quintero                      |                                             |
| 2016      | Ruta 35                      | Mercurio Acosta                          |                                             |
| 2015      | A que no me dejas            | Adrián Olmedo Rodríguez                  |                                             |
| 2013      | Lo que la vida me robó       | Demétrio Mendonça Giacinti               |                                             |
| 2012      | Cloroformo                   | Joe                                      |                                             |
| 2011      | La que no podía amar         | Miguel Carmona Flores                    |                                             |
| 2010–2012 | Soy tu fan                   | Julián Muñoz                             |                                             |
| 2010      | Gritos de muerte y libertad  | Lucas Alamán                             | Episódio: "Sangre que divide"               |
| 2005      | Piel de otoño                | Damián                                   |                                             |
| 2002      | Daniela                      | Andrés Miranda                           |                                             |
| 2000      | Locura de amor               | León Palacios                            |                                             |
| 1998      | Preciosa                     | Simón Ortiz                              |                                             |
| 1997-1999 | Mujer, casos de la vida real | Vários personagens                       | 4 episódios                                 |
| 1996      | Te sigo amando               | Lazarito                                 |                                             |
| 1995-1996 | María la del Barrio          | Fernando "Nandinho" de la Vega Hernández |                                             |
| 1995      | El premio mayor              | Chicles                                  |                                             |
| 1992      | El abuelo y yo               | Paco                                     |                                             |

### Cinema
| Ano  | Título                          | Personagem              | Notas                          |
| ---- | ------------------------------- | ----------------------- | ------------------------------ |
| 2019 | Mentada de padre                | Fausto Márquez Castillo |                                |
| 2018 | Más sabe el Diablo por viejo    | Teo                     |                                |
| 2018 | Todo mal                        | Fernando                |                                |
| 2014 | La dictadura perfecta           | Ricardo Díaz            |                                |
| 2013 | El cielo es azul                | Auturo                  |                                |
| 2013 | Me late chocolate               | Álex                    |                                |
| 2012 | El Santos vs. La Tetona Mendoza | La Lisiada Novela Actor |                                |
| 2010 | SubHysteria                     | Ariel                   | Também como produtor associado |
| 2006 | Un mundo maravilloso            | Curioso                 |                                |
| 2001 | Seres humanos                   | Damián                  |                                |
| 2001 | La segunda noche                | Alfonso                 |                                |
| 2001 | Piedras verdes                  | Sebastián               |                                |
| 2000 | Por la libre                    | Rocco                   |                                |
| 1998 | La primera noche                | Sergio                  |                                |

### Como diretor
| Ano  | Título            | Notas                 | Ref.  |
| ---- | ----------------- | --------------------- | ----- |
| 2011 | Volver a comenzar | Música de Café Tacvba | [ 1 ] |

## Prêmios

### TVyNovelas
| Ano  | Categoria                | Indicação              | Resultado |
| ---- | ------------------------ | ---------------------- | --------- |
| 2016 | Melhor ator protagonista | A que no me dejas      | Indicado  |
| 2015 | Melhor ator coadjuvante  | Lo que la vida me robó | Venceu    |
| 1998 | Melhor ator juvenil      | Te sigo amando         | Venceu    |
| 1996 | Melhor ator juvenil      | María la del Barrio    | Venceu    |

### Premios Sol de Oro
| Ano  | Categoria            | Indicação              | Resultado |
| ---- | -------------------- | ---------------------- | --------- |
| 2014 | Desempenho como ator | Lo que la vida me robó | Venceu    |